# Heliophanus nivosus
Heliophanus nivosus este o specie de păianjeni din genul Heliophanus, familia Salticidae. A fost descrisă pentru prima dată de Walckenaer, 1805. Conform Catalogue of Life specia Heliophanus nivosus nu are subspecii cunoscute.